# Universidad de París 1 Panthéon-Sorbonne

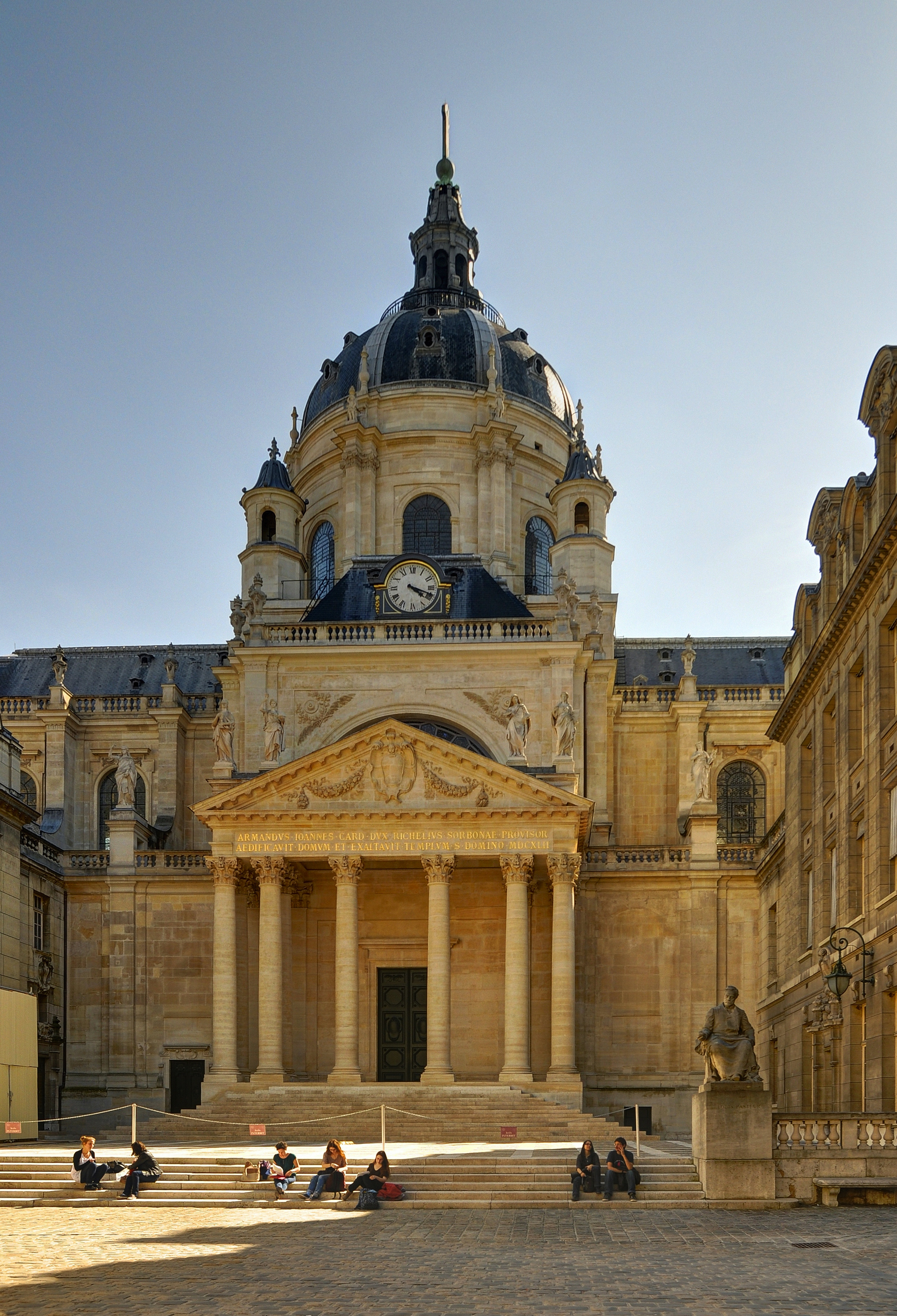
Vista del edificio de La Sorbona.

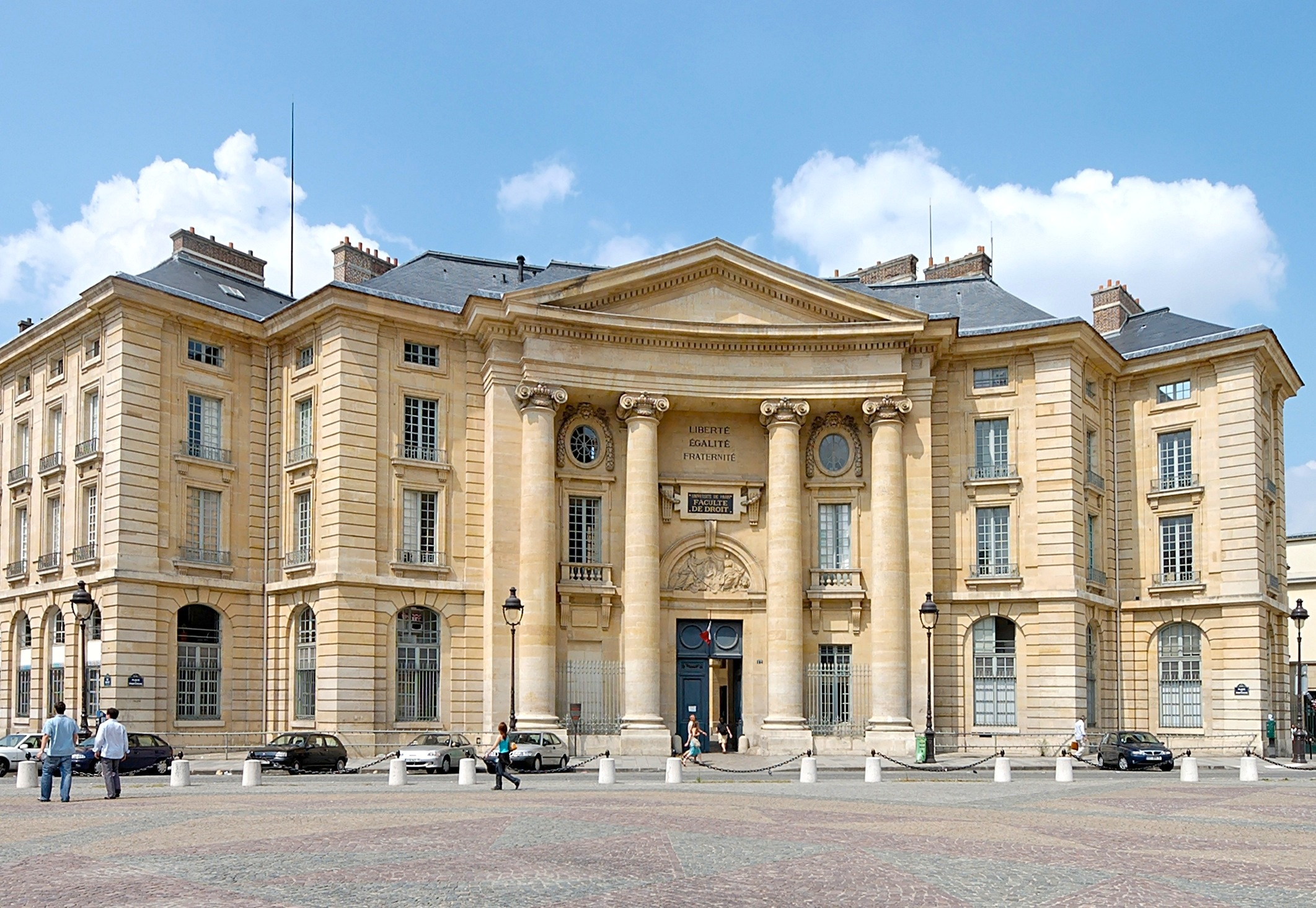
Edificio de estudios de derecho.

La Universidad París 1 Panteón-Sorbona (en francés, Université Paris 1 Panthéon-Sorbonne), es una universidad pública francesa situada en la ciudad de París, especializada en ciencias sociales y reconocida entre las mejores universidades del mundo en los estudios de derecho, economía, ciencias políticas, geografía, historia y filosofía.
Es una de las universidades herederas de la antigua Universidad de París. Junto con las universidades París-Sorbona París 4, Sorbona Nueva París 3, Descartes y Pierre y Marie Curie, es una de las cinco universidades especializadas en distintos ámbitos del conocimiento que ocupan las instalaciones de la antigua Universidad de París en el Barrio Latino de la ciudad, en los distritos 5º y 6º. Su sede administrativa se encuentra en el Barrio Latino, aunque también cuenta con instalaciones en otros distritos.

## Información académica

### Organización
La Universidad París 1 Panteón Sorbona está compuesta por 14 facultades (UFR) y 4 institutos, además de un centro de estudio a distancia, un centro de formación y una editorial.

### Colaboraciones
La Universidad cuenta con dos prestigiosos programas franco-españoles con la Universidad Complutense de Madrid como son el programa de Derecho Hispano-Francés y el Colegio de Altos Estudios Europeos Miguel Servet.

### Clasificaciones universitarias
La universidad es reconocida por el QS World University Ranking entre las mejores universidades francesas y en puesto 287 en el mundo en 2021, reconocida en los estudios de derecho, economía, ciencias políticas, geografía, historia y filosofía.

## Comunidad

### Estudiantes
Con 38 400 estudiantes (de ellos, un 17% extranjeros) se trata de la universidad más grande del país especializada en ciencias sociales.